# ماد، شهرستان بیب، آلاباما
ماد (به انگلیسی: Maud) یک منطقهٔ مسکونی در ایالات متحده آمریکا است که در شهرستان بیب، آلاباما واقع شده‌است. ماد ۱۳۵ متر بالاتر از سطح دریا واقع شده‌است.